# Erythroxylum rufum
Erythroxylum rufum är en tvåhjärtbladig växtart som beskrevs av Antonio José Cavanilles. Erythroxylum rufum ingår i släktet Erythroxylum och familjen Erythroxylaceae. Inga underarter finns listade i Catalogue of Life.